# Stati per popolazione (1900)
Questa è una lista di stati ordinati per popolazione nel 1900.
| Demografia storica                | Demografia storica | Demografia storica |
| --------------------------------- | ------------------ | ------------------ |
| Altar Domitius Ahenobarbus Louvre |                    |                    |
| Articoli                          |                    |                    |
| Storia demografica                |                    |                    |
| Demografia storica                |                    |                    |
| Stime della popolazione mondiale  |                    |                    |
| List of Countries by Population   |                    |                    |
| 1800                              | 1900               |                    |

## Lista
| Posizione | Paese / Territorio                          | Popolazione stimata nel 1900 |
| --------- | ------------------------------------------- | ---------------------------- |
| -         | Mondo                                       | 1 700 000                    |
| 1         | Cina                                        | 415.001.488                  |
| -         | Impero britannico                           | 383.811.684                  |
| 2         | Raj Britannico (UK)                         | 280.912.000                  |
| -         | Impero russo (comprese Finlandia e Polonia) | 136.305.900                  |
| 3         | Impero russo (escluse Finlandia e Polonia)  | 119.546.234                  |
| -         | Alleanza austro-tedesca                     | 118.595.465                  |
| -         | Secondo Impero francese                     | 78.790.700                   |
| 4         | Stati Uniti                                 | 75.994.575                   |
| 5         | Germania                                    | 56.000.000                   |
| 6         | Austria-Ungheria                            | 51.356.465                   |
| 7         | Impero Giappone (compresa Taiwan)           | 46.605.000                   |
| 8         | Indie Orientali Olandesi                    | 45.500.000                   |
| -         | Impero Giappone (Solo Giappone)             | 43.847.000                   |
| 9         | Regno Unito (compresa l'Irlanda)            | 38.000.000                   |
| 10        | Francia                                     | 38.000.000                   |
| 11        | Italia                                      | 32.000.000                   |
| -         | Impero ottomano                             | 30.860.000                   |